# Blangy-le-Château
Blangy-le-Château é uma comuna francesa na região administrativa da Normandia, no departamento Calvados. Estende-se por uma área de 10,66 km². Em 2010 a comuna tinha 754 habitantes (densidade: 70,7 hab./km²).